# Agelena otiforma
Agelena otiforma är en spindelart som beskrevs av Wang 1991. Agelena otiforma ingår i släktet Agelena och familjen trattspindlar. Inga underarter finns listade i Catalogue of Life.